# 萊姆克里克鎮區 (愛荷華州華盛頓縣)
萊姆克里克鎮區（英語：Lime Creek Township）是位於美國愛荷華州華盛頓縣的一個行政鎮區。

## 地方資料
根據2010年美國人口普查的數據，萊姆克里克鎮區的面積為140.52平方千米，當中陸地面積為140.52平方千米，而水域面積為0.00平方千米。當地共有人口2203人，而人口密度為每平方千米15.68人。